# Менеджмент у стилі «Манчестер Юнайтед». Як стати чемпіоном (книжка)
Менеджмент у стилі «Манчестер Юнайтед». Як стати чемпіоном (англ. Leading: Learning from Life and My Years at Manchester United by Alex Ferguson, Michael Moritz) — книжка Алекса Ферґюсона та Майкла Моріца. Вперше опублікована британським видавництвом «Hodder & Stoughton» 22 вересня 2015 року. 

## Огляд книги
«Моя місія полягала в тому, щоб зробити зрозумілим те, що все неможливе насправді можливе. В цьому і є різниця між лідерством та менеджментом», — Алекс Ферґюсон.
Найуспішніший футбольний тренер усіх часів, відомий своїми 27 тріумфальними роками з ФК «Манчестер Юнайтед», викладає основні секрети свого успіху. Автор запрошує читача в подорож світом лідерства, де, за його словами, підготовка, наполегливість, терпіння та послідовність є основоположними принципами.
Після своєї дивовижної кар'єри спочатку в Шотландії, а потім як тренера ФК «Манчестер Юнайтед» пан Ферґюсон вирішив проаналізувати власні лідерські рішення та у співавторстві з Майклом Моріцем виводить цінні уроки, які будь-хто може використати в бізнесі та повсякденному житті з метою втілення довгострокового трансформаційного успіху.
Лідери мотивують та надихають. На своєму досвіді Ферґюсон зрозумів, наступне:
- краще, щоб тебе поважали як лідера, а не просто любили;
- немає необхідності відвідувати з командою всі святкування, але щонайменш зажити такої поваги, щоб твоїх вказівок дотримувались і за твоєї відсутності;
- докласти максимум зусиль, щоб стати для підлеглих наставником та довіреною особою.

Вже з епілога ви дізнаєтесь, як саме ефективно застосувати принципи лідерства Ферґюсона у веденні великого чи малого бізнесу, в сім‘ї чи щоденній рутині. Автори наголошують, що навіть такі на перший погляд незначні жести як «все добре» мають велике значення, адже правильна мотивація може прокласти шлях від невдачі до грандіозного успіху.
Від практики найму до прийняття рішень про звільнення, від командної роботи до індивідуальної відповідальності за помилки та негаразди — все це включає в собі лідерство, яке водночас надихає і є джерелом натхнення для управлінців в бізнесі, спорті та житті.
Засвоївши поради Алекса, ви дізнаєтесь як стати лідером і при цьому пізнати самого себе, завжди дослухатись до людей, дивитись та спостерігати, так як чути та споглядати, як зазначено авторами, — надзвичайно різні речі.

## Переклад українською
- Ферґюсон Алекс, Моріц Майкл. Менеджмент у стилі «Манчестер Юнайтед». Як стати чемпіоном / пер. Дмитро Кожедуб. — К.: Наш Формат, 2018 с. — 280 с. — ISBN 978-617-7552-43-6